# Akiyama Nobutomo

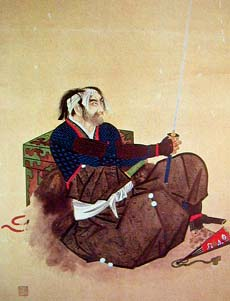
Akiyama Nobutomo

Akiyama Nobutomo (秋山 信友, 1531 - 23 de dezembro de 1575) foi um samurai do período Sengoku. Ele é conhecido como um dos 24 generais de de Takeda Shingen. Nobutomo foi um comandante do clã Takeda e esteve as ordens de Takeda Shingen e de seu filho Takeda Katsuyori. Recebeu a alcunha de Touro furioso do clã Takeda (武田の猛牛). Entre outros feitos ele participou do primeiro cerco do castelo Iwamura, na Batalha de Nagashino, bem como no segundo cerco de Iwamura.

## Primeiros anos

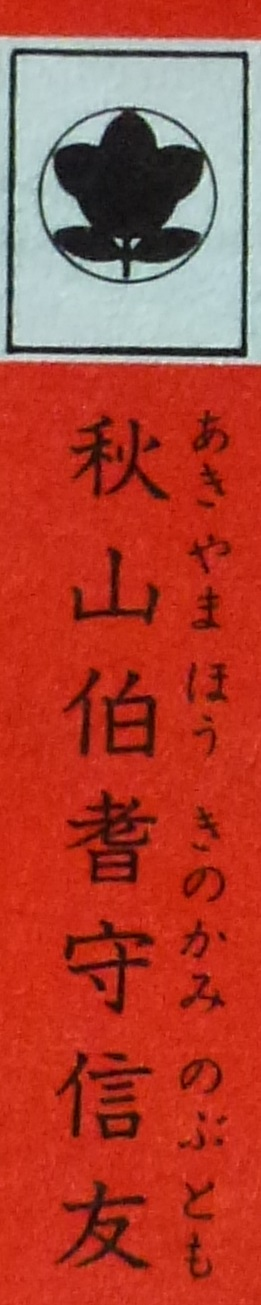
Brasão de armas de Akiyama Nobutomo, como é exibido em festivais e em livros de história.

Akiyama Nobutomo nasceu em 1531 em Tsutsujigasaki (躑躅ヶ崎館) na província de Kai. Era filho de Akiyama Nobutou um membro respeitável do clã Takeda. Quando Nobutomo atingiu a maioridade, ficou a serviço de Takeda Shingen, patriarca do clã e senhor da província de Kai. na região montanhosa do Japão central. Em 1547, durante a campanha para a conquista de Ina (伊那市) uma cidade localizada na província de Nagano, Nobutomo lutou com bravura e por reconhecimento foi lhe foi concedido um feudo na metade norte de Ina, atual distrito de Kamiina. Na mesma época ele ficou responsável pela defesa dos Castelo de Takato e Iida.

## Vida adulta
Em 1568, Nobutomo foi designado para atividades diplomáticas do clã. Naquele ano, foi enviado para o Castelo de Gifu, onde representou o seu senhor, Takeda Shingen, na cerimônia de casamento de Oda Nobutada, filho mais velho de Oda Nobunaga com Matsuhime, filha de Shingen.
Liderou uma tentativa de invasão da província de Mino em 1571. O avanço de suas tropas foi barrado por forças do clã Saigo, lideradas por Saigo Yoshikatsu. Os dois exércitos se defrontaram na Batalha de Takehiro, e embora Yoshikatsu tenha sido morto em ação, Nobutomo foi forçado a recuar.
No ano seguinte Takeda organizou outra campanha contra a província de Mikawa, que culminaria na Batalha de Mikatagahara em janeiro de 1573. A estratégia montada previa que Takeda Shingen viria com suas tropas nas direções sul e o oeste e Nobutomo desceria do norte, cortando uma rota de fuga do inimigo e bloqueando a chegada de reforços. Para cumprir isso, Nobutomo sitiou o Castelo Iwamura, que caiu após a morte de Toyama Kagetou, o que possibilitou a Nobutomo estabelecer nas fortificações a sua sede e uma posição defensiva de linha de frente da qual ele poderia apoiar o Takeda.

## Últimas batalhas
Após a morte de seu mestre Shingen na primavera de 1573, Nobutomo apoiou lealmente seu filho Takeda Katsuyori em suas campanhas de guerra. No ano de 1575, Katsuyori perdeu a batalha de Nagashino o que enfraqueceu Takeda e deixou Nobutomo em seu castelo sem reforços.
Sob o assédio repetido por Oda Nobutada, ele conseguiu resistir até o final do ano quando finalmente Nobunaga atacou com seu exército principal. Nobutomo percebeu que não tinha mais chance de manter o castelo e assinou uma trégua pela qual abandonava o castelo ao inimigo. Nobunaga quebrou a trégua e ordenou a execução de Nobutomo, sua esposa e toda a guarnição do castelo.
Em 23 de dezembro de 1575, Nobutomo e sua esposa, Otsuya, morreram por crucificação nas margens do rio Nagara.

## Artes
O personagem principal do livro The Samurai's Tale de Erik Christian Haugaard serve sob o comando de Akiyama Nobutomo.